# Rickard Sarby
Rickard Sarby est un skipper suédois né le 19 septembre 1912 à Uppsala et mort le 10 février 1977 dans la même ville .

## Carrière
Rickard Sarby obtient une médaille de bronze olympique de voile en classe Finn aux Jeux olympiques d'été de 1952 de Helsinki.